# Televisión en Paraguay
La televisión en Paraguay es uno de los medios de comunicación que integra a la población nacional, y una de las más importantes junto a la radio. Comienza con la inauguración de las transmisiones diarias del entonces Canal 9 TV Cerro Corá (actual SNT) en el año 1965. Poco a poco la televisión paraguaya fue evolucionando y apareciendo nuevos canales disponibles hasta nuestros días. Los canales nacionales llegan a casi todo el Paraguay e inclusive países fronterizos a través de repetidoras instaladas en gran parte del país, al igual que por medio de proveedoras de televisión paga.
La mayoría de la población paraguaya tiene acceso a la televisión abierta (canales de aire, en su mayoría analógicos). Por otro lado, el servicio de televisión paga (en su mayoría digital) ha aumentado en los últimos años, llegando a más de 600.000 suscriptores en el año 2018.

## Historia

### Inicios: televisión en blanco y negro
Los primeros antecedentes se remontan en la década de los sesenta, cuando por Decreto Nº27808 del 2 de abril de 1963 se autoriza a Televisión Cerro Corá S.A (en formación) a la explotación de una estación de televisión en Asunción. La concesión de la licencia para la instalación de la primera emisora de televisión en el Paraguay se otorgó un año después, a una empresa fundada para el efecto, presidida entonces por Carlos Morínigo Delgado y las primeras transmisiones experimentadas eran realizadas desde Caacupé por Enrique Biedermann, Humberto Rubin y Camilo Pérez.
El primer canal de televisión paraguayo, llamado Canal 9 TV Cerro Corá (actual SNT) inició sus transmisiones diarias el 29 de septiembre de 1965. Años después instaló repetidoras en el interior del país y la red de Sistema Nacional de Televisión vía ANTELCO, con la creación del Canal 7 de Itapúa en 1976 (actual Sur TV), y el Canal 8 de Alto Paraná en 1980 (actual C9N). El SNT era entonces mayormente de capital público, hasta el año 2003, cuando pasó a ser totalmente privado.  
Otros canales nacionales pioneros han sido Canal 13 TV Color en 1981 (actual Trece), Asunción Cable TV4 en 1989 (actual Unicanal), Tevedós (ex-Red Guaraní) y Telefuturo, estos dos últimos en 1997. En los años 2000 se crean otros canales como Paravisión y Latele, aunque recientemente en los años 2010, los canales de televisión, especialmente por suscripción (pago) se multiplicaron. Estos canales, más SNT, conforman la Cámara de Teledifusoras del Paraguay (CATELPAR), que son los canales de televisión privados con alcance nacional.

### Televisión a color y paga
Las primeras transmisiones televisivas a color se dieron en el año 1978 de forma experimental en el Canal 9, televisando la Copa Mundial de Fútbol de 1978 a color, aunque recién en 1981 sale al aire el primer canal exclusivo a color, que era el Canal 13 TV Color. En 1978 el Gobierno de Alfredo Stroessner adopta la versión PAL-N para la transmisión de televisión a color en el país.
Por Decreto N.º 3267, el 20 de octubre de 1989 se definen las normas técnicas reglamentarias para el funcionamiento y la explotación de circuito cerrado de TV por cable. La primera cableoperadora del país fue por parte de Cablevisión Comunicaciones S.A (CVC) por el sistema MMDS, que tuvo inicialmente cobertura en algunos barrios de Asunción, y operó desde 1989, hasta 2012, cuando fue vendida a la empresa Tigo. En la década de los 90, el servicio de televisión paga o por cable se extiende al área metropolitana y luego al interior del país, en las principales ciudades, estos últimos conformando una Asociación de Cableoperadoras del Interior del Paraguay (ACIP). 
El primer canal paraguayo exclusivo de pago fue el canal Asunción Cable TV 4 (hoy día Unicanal) en 1989. Por otra parte, el primer canal paraguayo con alcance internacional fue el SNT Continental en 1996, gracias a la televisión satelital. Debido a la piratería en cuanto a los servicios de televisión por cable, hacia mediados de los años 2000 el servicio se digitaliza en Gran Asunción (norma DVB-C).

### Televisión digital y en HD
Las primeras transmisiones de televisión abierta en calidad alta definición HD por TDT se realizaron en 2011 por el canal estatal TV Pública Paraguay (actual Paraguay TV). Sin embargo, recién a mediados de la década de 2010 empezaron a masificarse los canales HD y la televisión digital (norma brasileña/japonesa ISDB-Tb). Se tiene previsto el «apagón analógico» para finales 2023 en varias fases, iniciando en Gran Asunción y luego el interior.

## Estadísticas
- Cobertura de televisión abierta: 89% (canales de aire)
- Cobertura de televisión paga: 44% (videocable, satelital, etc.)
- Suscripción de televisión paga: 610.491 en 2018 (10% pirata, 12% no reportado).
- Canales de TV: 30 aprox. (2015)

### Servicios de TV Paga
| Tipo de servicio | Usuarios |
| ---------------- | -------- |
| TV Cable         | 302.302  |
| TV Satelital     | 228.392  |
| UHF Codificado   | 73.268   |
| IPTV             | 6.529    |
| Total            | 610.491  |

### Licenciatarias/Proveedores de TV Paga
| Proveedor                     | Usuarios |
| ----------------------------- | -------- |
| Tigo Star                     | 237.983  |
| Claro TV                      | 172.942  |
| Tuves Paraguay S.A (Personal) | 56.215   |
| VC Continental S.A.           | 10.280   |
| Restante/Otros                | 133.071  |
| Total                         | 610.491  |

*Fuente: Conatel- 2018.

## Canales
En Paraguay existen 12 canales de televisión abierta de las principales cadenas nacionales, 11 son canales privados y 1 es público. Además existen 16 canales secundarios.

## Canales de televisión abierta
Son los canales de televisión abierta de Paraguay. 
| Logo | Canal                          | Programación | Eslogan                               | Inicio de transmisiones            | Propietario                    | Operado                                                    | Cobertura | Web         |
| ---- | ------------------------------ | ------------ | ------------------------------------- | ---------------------------------- | ------------------------------ | ---------------------------------------------------------- | --------- | ----------- |
|      | Trece Primario                 | Generalista  | #SiempreConectados                    | 11 de febrero de 1981 (44 años)    | Grupo JBB (Privado)            | Unicanal                                                   | Nacional  | Trece       |
|      | Unicanal Secundario            | Generalista  | Llegamos a vos                        | 15 de diciembre de 1989 (35 años)  | Grupo JBB (Privado)            | Unicanal                                                   | Nacional  | Unicanal    |
|      | Telefuturo Primario            | Generalista  | Revolucionando Juntos                 | 12 de noviembre de 1997 (27 años)  | Grupo Vierci (Privado)         | TV Acción Multimedios                                      | Nacional  | Telefuturo  |
|      | La Tele Secundario             | Generalista  | #lateledetodos                        | 21 de septiembre de 2008 (16 años) | Grupo Vierci (Privado)         | Hispanoamericano TV                                        | Nacional  | La Tele     |
|      | NPY Temático                   | Noticias     | Nos conecta todo el tiempo            | 17 de abril de 2017 (8 años)       | Grupo Vierci (Privado)         | TV Acción Multimedios                                      | Nacional  | NPY         |
|      | E40 TV Temático                | Musical      | Pega                                  | 7 de junio de 2019 (5 años)        | Grupo Vierci (Privado)         | TV Acción Multimedios                                      | Nacional  | E40 TV      |
|      | Palma TV Temático              | Musical      | Frecuencia bailable                   | 11 de marzo de 2017 (8 años)       | Grupo Vierci (Privado)         | TV Acción Multimedios                                      | Nacional  | Palma       |
|      | SNT Primario                   | Generalista  | El canal de todos los paraguayos      | 29 de septiembre de 1965 (59 años) | Albavisión Grupo SNT (Privado) | Sistema Nacional de Televisión                             | Nacional  | SNT         |
|      | Paravisión Secundario          | Generalista  | Está bueno!                           | 5 de octubre de 2004 (20 años)     | Albavisión Grupo SNT (Privado) | Sistema Nacional de Televisión                             | Nacional  | Paravisión  |
|      | RQP TV Temático                | Música       | Más música                            | 1 de noviembre de 2015 (9 años)    | Albavisión Grupo SNT (Privado) | Sistema Nacional de Televisión                             | Nacional  | RQP         |
|      | C9N Temático                   | Noticias     | El Canal Nº 1 de Noticias en Paraguay | 17 de abril de 2017 (8 años)       | Albavisión Grupo SNT (Privado) | Sistema Nacional de Televisión                             | Nacional  | C9N         |
|      | Sur Televisora Itapúa Regional | Generalista  | Desde Itapúa para todo el país        | 24 de noviembre de 2013 (11 años)  | Albavisión Grupo SNT (Privado) | Televisora Itapúa S.A.                                     | Nacional  |             |
|      | Paraguay TV Primario           | Generalista  | Cerca tuyo                            | 12 de diciembre de 2011 (13 años)  | Estado Paraguayo (Público)     | Ministerio de Tecnologías de la Información y Comunicación | Nacional  | Paraguay TV |

*Fuente: Kantar IBOPE Media Paraguay - Año 2019.

## Canales secundarios
Son canales en su mayoría con base en la capital del país Asunción, así como algunos con base en el Departamento Central y en las principales ciudades del Interior, con alcance nacional, ya sean canales abiertos (por aire) o por medio de diferentes proveedoras de televisión paga.
| Logo | Canal          | Programación                       | Propietario | Empresa operadora de pago |
| ---- | -------------- | ---------------------------------- | --- | --- |
|      | RCC            | Noticias                           | Red Chaqueña de comunicaciones | Tigo |
|      | Hei            | Musical                            | 3T Studio (50%) Grupo La Nación (50%) | Tigo Star Copaco |
|      | Tigo Sports    | Deportes                           | Tigo | Tigo |
|      | Tigo Sports +  | Deportes                           | Tigo | Tigo |
|      | tigo sports 3  | Deportes                           | tigo | tigo |
|      | TV Cámara      | Legislativo                        | Honorable Cámara de Diputados de la República del Paraguay | Todos |
|      | Tropicalia     | Musical                            | Radio Tropicalia HEi Networks Grupo La Nación | Tigo |
|      | PRO            | Productivo                         | Megacadena de Comunicación | Tigo Personal Copaco |
|      | 5 días TV      | Economía                           | | Tigo Personal |
|      | Venus Media    | Musical                            | Venus Comunicaciones | Tigo Copaco |
|      | EL CRONISTA TV | Noticias, variedades y generalista | EL CRONISTA | IPTV |
|      | ABC TV         | Noticias, variedades y generalista | ABC Color | Todos |
|      | Radio Farra TV | Musical                            | Grupo JBB | Tigo |
|      | GEN            | Generalista                        | Grupo Nación | Tigo Personal Claro Copaco |
|      | Ñandutí TV     | Noticias                           | Radio Ñandutí Diario Digital | Todos |
|      | Educanal       | Educativo                          | | Tigo |
|      | Mi TV          | Variedades                         | CADENA DEL SUR - MULTIMEDIOS https://www.cadenadelsuritapua.com/ (enlace roto disponible en Internet Archive; véase el historial, la primera versión y la última). | CTS - Cable Televisión Satelital Nordeste TV - Maria Auxiliadora Cable Visión - Natalio Cable Visión - Carmen del Parana ICTV - Coronel Bogado |
|      | INVASIVA TV    | variedades                         | Invasiva Media https://invasivamedia.com/ | IPTV |

Nota: No se sabe algunos datos de algunos canales de TV.

## Canales del interior
Son canales exclusivos del Interior del país. Por lo general solamente con cobertura por medio de cableoperadoras locales y en algunas ciudades, por medio de  TDT, con un radio de transmisión de 50 kilómetros aproximadamente.
| Departamento | Canales |
| ------------ | --- |
| Concepción   | Canal 40 TVC                                                                                               |
| Amambay      | Canal 3 Frontera Multicanal                                                                                |
| Guairá       | Canal 8 Visión, GRUPO VISION (Canal 39.1 DTV)                                                              |
| Cordillera   | Caacupé Cable Visión                                                                                       |
| Itapúa       | MásTV, TVS, RTV, Sur TV, MI TV HD Canal Dos                                                                |
| Alto Paraná  | Somos del Este, Canal 16 Sta Rita                                                                          |
| Caaguazú     | Telequince, Canal 7, TV Aire Py (Canal 26.1 DTV), NEXO TV Py (Canal 26.2 DTV) , Telecanal (Canal 50.1 DTV) |
| Ñeembucu     | Canal 10 Arapy                                                                                             |
| Canindeyú    | Canal 7 TV Cable                                                                                           |
| Misiones     | Canal 7 Coop                                                                                               |
| Boquerón     | RCC (TV Chaqueña)                                                                                          |

## Canales Desaparecidos
- Red Guaraní (2002-2018)
- Sarambí TV (Marzo a agosto de 2012)
- Canal Arandu Rape (2009-Marzo de 2012)
- Canal Lobo TV (2016-Marzo de 2021)
- Paraná TV (Noviembre de 2013 - abril de 2017)
- Canal Guapa (2017-2019)
- Kablito (1989-1997)

## Programas paraguayos de televisión
La programación de los canales paraguayos eran poco variados al principio e inclusive con pocas horas de transmisión al día, pues consistían mayormente en noticieros, obras teatrales tipo telenovelas locales, así como la transmisión de telenovelas y películas extranjeras, entre otros.
En la década de los '90 fueron realizándose programas locales varios y de entretenimiento, como El conejo, transmitido desde 1996 inicialmente en SNT y luego en Telefuturo. Otro programa destacado de la década es Teledeportes, que transmitía los partidos de fútbol de la Primera División de Paraguay, entre otros eventos deportivos.
Ya en la década de los 2000 la televisión paraguaya fue realizando programas locales adaptados de otros programas exitosos del extranjeros del tipo telerrealidad (reality show), como Bailando por un sueño, Rojo Paraguay, Telecomio; telenovelas paraguayas como González vs Bonetti, La Chuchi, Papá del corazón, La doña, etc; series de entretenimiento como Comisaría, La mansión de los políticos (serie animada emitida en 2011), entre otros.
En los años 2010 hasta la actualidad, con la multiplicación de los canales de televisión (especialmente de paga), cada canal de suscripción básicamente tiene su programación exclusiva (sin contar con los canales abiertos nacionales que son de programación variada). Existen canales exclusivamente musicales como HEI NETWORKS, Tropicalia y Estación 40 TV, de noticias como GEN, Noticias PY, C9N y Abctv, del sector económico como 5 Días TV, entre otros.

## Televisión digital terrestre
La Televisión Digital Terrestre de Paraguay tiene su inicio mediante el decreto n.º 4.483 del 1 de junio de 2010, firmado por el entonces presidente, Fernando Lugo, que estableció de manera oficial la utilización del estándar japonés-brasileño ISDB-T/SBTVD  en el país. De esta manera, Paraguay se unió Brasil, Perú, Argentina, Chile, Venezuela, Ecuador, Costa Rica, Filipinas, Bolivia, Nicaragua, Uruguay, Botsuana, Guatemala, Honduras, y El Salvador en la norma elegida para el proceso de digitalización de sus transmisiones televisivas.
Además, este decreto dispuso que la Comisión Nacional de Telecomunicaciones (CONATEL) realice "los análisis de las cuestiones técnicas regulatorias que posibiliten la implementación".
En un principio el Apagón analógico, momento en que todas las señales debían cesar sus emisiones analógicas, ya que solo sería posible emitir en formato digital estaba pautado para finales de 2024, luego en diciembre de 2016, el directorio de CONATEL emitió la resolución 2069/2016 y se modificaron los artículos 30, 66 y 83 del Reglamento de Servicio de Televisión, por lo cual los canales ya no podrían emitir con señal analógica desde 2020, lo cual intentó adelantar el apagón analógico en todo el territorio de Paraguay. Pero el 20 de agosto de 2019 por pedido de la Cámara de Teledifusoras del Paraguay (CATELPAR), se decidió que el apagón analógico se produjera por zonas, empezando en Asunción y ciudades aledañas el 31 de diciembre de 2021. Iniciado ese año surgió la duda de si se realizaría o no el inicio del proceso de apagón, debido a que la gente no estaba enterada de lo que iba a suceder, sumado a la situación crítica del país en plena pandemia del COVID-19. Por estos motivos, distintos representantes de CATELPAR vieron imposible que se realizara la transición analógico-digital en ese año y solicitaron una vez más a la CONATEL una reunión para definir un nuevo cronograma. El 21 de julio de 2021, el ente regulador junto con representantes de todos los canales abiertos presentaron el calendario de transición, que dio inicio el 31 de diciembre del mismo año con el encendido digital a la potencia definida por CONATEL. Según el último plan, el apagón debió comenzar de forma oficial el 31 de diciembre de 2023 en Asunción y los departamentos de Central, Cordillera  y en algunas ciudades de Paraguarí, Presidente Hayes y Ñeembucú. . Finalmente, esta primera etapa fue postergada para finales de 2024, manteniendo la fecha de culminación en 2026. 
Actualmente, la grilla de Televisión digital terrestre en el país se componen de Paraguay TV, TV2, Telefuturo, NPY, Paravisión, SNT, C9N, Canal 13, Unicanal, RCC, La Tele, E40 TV, A24 Paraguay y América Paraguay. mientras que las zonas de cobertura están limitadas a Asunción, Gran Asunción, y otras ciudades, como Ciudad del Este, Filadelfia y Encarnación.

## Controversias

### Conflicto entre Catelpar y operadoras de televisión
La Cámara de Teledifusoras del Paraguay (Catelpar) entró en un conflicto entre las operadoras de cable, TV paga o satélite en agosto de 2015, la causante de este hecho fue que los canales abiertos demandaban el pago en compensación por la señal cedida, amparados por una ley que reconoce la propiedad intelectual del contenido desarrollado. Es decir Tigo Star, Claro TV, Personal TV y TuVes HD, dejarían por un tiempo de emitir las señales de los canales de aire a fin de ponerse de acuerdo ambas partes, sin embargo no se llegó a ningún acuerdo y terminaron los canales de aire y las operadora de TV paga en emitir de vuelta las señales en septiembre de 2015. Ya que hubo una avalancha de reclamos de usuarios tanto por parte de los clientes de las operadoras como también la audiencia de los canales de aire. Sólo Canal 13 permitió retransmisión gratuita de su cadena en TV paga durante el diálogo de ambas partes.

### Televisora Itapúa y Televisora del Este inician sus pruebas en medio de controversias (agosto de 2013)
El hecho tuvo lugar en agosto de 2013, se trataba de los canales 10 y 12 que ya pueden verse en señal de prueba en la tv abierta de Paraguay. Cuando muchos pensaban que no se adjudicarían más licencias VHF esperando a la TV Digital (UHF) "el reglamento de televisión aprobado por Conatel en el año 2011" , causó sorpresa en el medio local el descubrimiento de las nuevas señales. Ambos pertenecerían al mismo grupo del SNT y Paravisión (Albavisión).
El 7 de agosto de 2013, CONATEL informó oficialmente acerca de la modificación de dicho reglamento. Según el organismo, el cambio en el mismo se había generado a pedido de parte. Por Resolución del Directorio No. 1089/2012 de fecha 17 de Agosto se resuelve la modificación parcial del Reglamento de conformidad a las sugerencias de la CATELPAR Dicho cambio se produjo durante el gobierno de Federico Franco, con directorio y presidente que luego fueron reemplazados a partir de la llegada de Horacio Cartes a la presidencia.
El conflicto se fue agravando. Los canales que compiten con el SNT entendieron que la CATELPAR, cámara que aglutinaba a todas las señales de aire, no los representó en esta petición y que el pedido solo respondía a intereses del SNT. Por ende, Telefuturo, Canal 13, Latele y Red Guaraní prepararon su descargo legal y decidieron pelear legalmente contra la medida que para ellos es ilegal y atenta contra la ¨libre competencia¨ en el mercado, sentando un grave precedente en cuanto a la competencia de CONATEL en asuntos regulatorios de la tv nacional. Las señales asociadas ya fuera de la CATELPAR, presentaron un recurso de inconstitucionalidad ante la Corte Suprema de Justicia y una medida contenciosa administrativa ante la CONATEL.
Por su parte, el SNT inició días atrás una campaña pública a través de redes sociales y hasta emitió informes en sus noticieros, diciendo que @sntcanal9 #SurTV y #ParanáTV son legítimos canales de aire autorizados por la Conatel #24Horas #NoticiasSNT.
Al fin y al cabo no sucedió nada y las señales 10 y 12 continuaron con el proceso de hacer que la señal llegara a nivel nacional. Televisora del Este (Paraná TV), uno de los nuevos canales nacionales que actualmente ocupa el canal 12, fue lanzada oficialmente el 12 de noviembre del año 2013. Junto a Televisora Itapúa (Sur TV) comprenden las dos señales nuevas que pertenecen al mismo grupo del SNT. 
El lanzamiento se llevó a cabo en la sede del canal en la ciudad de Presidente Franco. Paraná TV era antes Canal 8 de Alto Paraná, que integraba el Sistema Nacional de Televisión. La señal se convirtió en nacional a partir del año 2012, cuando el directorio de CONATEL modificó el reglamento de TV aprobado por el ente en el 2011. Dicha modificación permitió que tanto Canal 8 como Canal 7 de Itapúa ahora puedan verse en todo el país.

### Adquisición de canales por parte de empresarios

#### Caso Red Guaraní - Tevedós S.A. (diciembre de 2013)
Red Guaraní ha sido en su tiempo objeto de rumores sobre su posible adquisición por ciertos empresarios en la que fueron mencionados como Horacio Cartes antes de ser presidente, además del Grupo Vila-Manzano en sociedad con Domínguez Dibb, Ideas del Sur cuando era propiedad de Marcelo Tinelli y hasta últimas instancias Telefé de la Argentina. Esto se debió a que el contrato de arrendamiento entre Grupo Obedira y TEVEDO estaba en su etapa de vencimiento. Luego de esto se hace eco el rumor más fuerte es que se trataría del Grupo Vierci, que ya manejaba Telefuturo (TV Acción S.A.) y Latele (Hispanoamérica TV del Paraguay S.A.).
Red Guaraní respondió sobre supuesta transacción con el Grupo Vierci. Según el diario Última Hora, la nota remitida al regulador expresó que las publicaciones sobre las negociaciones versaron sobre “una información totalmente incorrecta y mal intencionada”. Esto se debía a que la Conatel creía tenía la potestad para autorizar operación de arrendamiento de Red Guaraní o de otro canal, sin embargo este ente regulador NO tenía la potestad para autorizar dicha operación.
El grupo empresarial perteneciente a Antonio J. Vierci adquirió el canal de aire Red Guaraní. Se desconocen los pormenores de la transacción, que se habría concretado el 5 de diciembre de 2013, según fuentes. Según una publicación de ABC Color. Luego se notan los cambios de logo del canal y la programación entre otras. 
En septiembre de 2018 Red Guaraní empezó la retransmisión de programas de Noticias PY y el 1 de enero de 2019 a las 0:05 finaliza sus transmisiones siendo reemplazado por Noticias PY en la TV abierta y ocupa en el canal 2 de VHF y en todo el territorio del país mientras que en Tigo Star, Red Guaraní fue reemplazado por Estación 40 TV.

#### Caso HEi Social Music Network (septiembre de 2015)
En septiembre de 2015, el Grupo Nación, propiedad de la hermana del expresidente Horacio Cartes, Sarah Cartes, adquirió la mayoría de las acciones del holding de medios Hei Network, del que forman parte tres canales musicales (HEi Música, Tropicalia y Vint este último, próximo a lanzarse) e confirmó el conductor de TV, Dani Da Rosa, uno de los responsables de la firma.
De esta manera se fusionarán proyectos y se trabajará de cerca para la generación de contenidos como para la radio, televisión y los proyectos digitales del grupo, añadió. Da Rosa comentó que desde el 15 de septiembre tendrían más detalles de las novedades y proyectos que se estarían impulsando, sin embargo la prioridad es el trabajo en equipo. Este es un premio al esfuerzo al sacrificio que uno le pone. Cuando uno tiene ganas se puede hacer las cosas con éxito, dijo. Las marcas del holding cubren todo el espectro musical a través de canales de TV orientados a públicos específicos sobre una multiplataforma como son el caso de HEi Música, Vint y Tropicalia.
Además, Hei Network se dedica a generar contenido a través de una redacción integrada logrando un contenido fresco, trending y relevante en sincronía con todas las plataformas.

#### Caso Canal 13 (marzo de 2014; actual Trece)
En marzo de 2014 salía a la luz pública que la Comisión Nacional de Telecomunicaciones, mediante la resolución N.º 448/2014, aprobaba la compra del 25% de acciones de Canal 13 y las radios que conforman Teledifusora Paraguaya S.A., por parte del Grupo Díaz e Hijos, dueños de la cadena "Luisito".
Por el 25%, Chena recibió la suma de US$ 6 millones de pagos en efectivo, además con un atractivo extra, que consiste en la participación comercial del grupo supermercadista, siendo este plus lo que habría empujado el interés del propietario de los medios para cerrar el acuerdo. De esta forma, y según trascendió en los medios, la valoración de Teledifusora Paraguaya asciende a 24 millones de dólares.
Por otro lado, así como adelantaba hace dos meses el portal Paraguay. com, toda la administración en la directiva de los contenidos, la programación y la línea editorial del canal continúa en manos de Chena, mientras el Grupo Díaz tiene como función exclusiva brindar soporte en el departamento comercial.
El 12 de enero de 2017, Christian Chena llegó a un Acuerdo de Transferencia de Activos, al Grupo JBB, dirigido por Javier Bernardes, el cual está pendiente de aprobación por parte de la Conatel. A partir del mes de marzo con las transmisiones de los partidos del Sudamericano Sub-17, el canal ya forma parte de dicho grupo.